# Список війн за участю Азербайджану
Це список сучасних війн і конфліктів, у які було залучено Азербайджан.
      Перемога Азербайджану
      Поразка Азербайджану
      Інший результат (Мирний договір або невизначений результат, статус кво, результат громадянської війни, невідомий результат)
| Конфлікт                                                   | Сторона 1                                                                | Сторона 2                                                                | Результати                                                                   |
| Азербайджанська демократична республіка (1918—1920)        | Азербайджанська демократична республіка (1918—1920)                      | Азербайджанська демократична республіка (1918—1920)                      | Азербайджанська демократична республіка (1918—1920)                          |
| ---------------------------------------------------------- | ------------------------------------------------------------------------ | ------------------------------------------------------------------------ | ---------------------------------------------------------------------------- |
| Вірмено-азербайджанська війна (1918—1920)                  | - Азербайджан - Османська імперія - Азербайджанська РСР - Російська РФСР | - Вірменія - Гірська Вірменія - Велика Британія - Диктатура Центрокаспія | Радянська перемога Карабаську суперечку врегульовано на користь Азербайджану |
| Радянське завоювання Азербайджану (1920)                   | Азербайджан                                                              | - Російська РФСР - Азербайджанські більшовики                            | Поразка: Повалення уряду АДР                                                 |
| Гянджинське повстання (1920)                               | - Російська РФСР - Азербайджанська РСР                                   | Повстанці                                                                | Перемога більшовиків: Поразка повстанців                                     |
| Республіка Азербайджану (1991—)                            |                                                                          |                                                                          |                                                                              |
| Карабаська війна (1988—1994)                               | - Азербайджан - Ісламська партія - Чеченські бойовики                    | - Нагірний Карабах - Вірменія                                            | Поразка: Незалежність Нагірного Карабаху                                     |
| Чотириденна війна (2016)                                   | Азербайджан                                                              | - Нагірний Карабах - Вірменія                                            | Перемога: Азербайджан звільнив частину території                             |
| Друга Карабаська війна (2020)                              | Азербайджан                                                              | - Вірменія - Нагірний Карабах                                            | Перемога: Азербайджан звільнив більшу частину території, підконтрольної НКР. |
| Азербайджансько-вірменські зіткнення у вересні 2022 (2022) | Азербайджан                                                              | Вірменія                                                                 | Перемога: Азербайджан захопив стратегічні висоти вздовж кордону.             |

## Миротворчі місії
| Місія | Початок | Кінець | Місце      | Війська (пік) |
| ----- | ------- | ------ | ---------- | ------------- |
| KFOR  | 1999    | 2008   | Косово     | 34            |
| MNF-I | 2003    | 2008   | Ірак       | 250           |
| ISAF  | 2008    | Триває | Афганістан | 94            |